# Жартас (Коксуський сільський округ)
Жарта́с (каз. Жартас) — село у складі Абайського району Карагандинської області Казахстану. Входить до складу Коксунського сільського округу.
Населення — 356 осіб (2021; 357 у 2009, 368 у 1999, 431 у 1989).
Національний склад станом на 1989 рік:
- росіяни — 62 %.

Станом на 1989 рік село називалось Джартас.